# Селище (Пинский район)
Селище (бел. Се́лішча) — деревня в Пинском районе Брестской области Беларуси. Входит в состав Парохонского сельсовета.

## История
Деревня Селище упоминалась 15 мая 1513 году, в книге «Ревизия пущ и переходов звериных в бывшем княжестве Литовском с присовокуплением грамот и привилегий на входы в пущи и на зети». Составлена она была старостою Мстибоговским Г. Воловичем в 1559 г. и переиздана Виленскою археографической комиссией 308 лет спустя. Кроме «Ревизии» список деревень и дат упоминает «Писцовая книга Пинского и Клецкого княжеств», составленная пинским старостою С. Хвальчевским в 1552—1555 гг. и краеведческое издание Р. Горошкеви-ча «Исторические очерки о некоторых местностях повета Пинского», Пинск, 1928 г.

## Инфраструктура
Возле деревне Селище располагается предприятие РСУП «Беларускія журавіны». В 1986 году здесь была заложена плантация, где по технологии американской фирмы «Саммид лимитед» выращивают крупноплодную клюкву, а также разводят высокосортовую голубику.

## Достопримечательность
- Церковь